# Evelyn Cunningham
Evelyn Cunningham (25 de enero de 1916– 28 de abril de 2010) fue una periodista estadounidense y asesora de Nelson Rockefeller. Fue reportera y editora para el Pittsburgh Courier, cubriendo en ese trabajo el movimiento de derechos civiles en su país en sus comienzos. Por su labor en 1998 a ella y al personal del periódico se les fue otorgado el premio George Polk.

## Primeros años
Evelyn Cunningham nació en Elizabeth City, Carolina del Norte, una de dos hijos de un chofer de taxi y una costurera. La familia se mudó a Nueva York cuándo Evelyn era una niña; fue educada en escuelas públicas, y se graduó del Hulter College High School en 1934 y de Universidad de Long Island en 1943, ganando un título de grado.

## Pittsburgh Courier
Como el periódico afroamericano más importante en esos tiempos, el Pittsburgh Courier era una presencia influyente antes y durante los años del movimiento de derechos civiles. Cunningham se unió al Courier en 1940 trabajando en la oficina en Harlem en la calle 125. Obtuvo el apodo "la editora del linchamiento" debido a su cobertura extensa de linchamientos en el sur estadounidense. Mientras trabajaba para el Courier, intentó obtener una entrevista con Bull Connor, en Birmingham, Alabama, pero él se negó, con un epíteto racial.
Ella también conoció a varios dirigentes de derechos civiles, incluyendo a Martin Luther King, Jr. y Malcolm X. Cunningham escribió una serie de tres partes acerca de la familia de King, basada en esos encuentros.

## Trabajo como asesora política
Luego de dejar el Courier en 1962, Cunningham presentó su programa radiofónico en la estación WLIB en Nueva York. Ella luego se unió a Nelson Rockefeller en 1965 como ayudante especial del entonces gobernador. Mantuvo este título en Washington durante su vicepresidencia. Ella también trabajó en el Grupo de Trabajo para los derechos y Las Responsabilidades de las mujeres de Nixon.
En 1970, Cunningham era una de las fundadoras de la Coalición de Nueva York de Cien Mujeres Negras, una organización sin fines de lucro dedicada a mejorar las vidas de mujeres afroamericanas "y sus familias a través de la implementación de iniciativas y servicios para tratar importantes asuntos sociales, políticos, económicos y culturales."
En los 2000, Cunningham fue asignada a la Comisión de la Ciudad de Nueva York para los Asuntos de las Mujeres por Michael Bloomberg.

## Vida personal
Cunningham recibió el apodo "Big East" dado por su estatura de 1.81 y su vida en la ciudad de Nueva York. 
Estuvo cuatro veces casada, su último matrimonio fue con Austin H. Brown, un pianista de la escuela de Juilliard, quien también fue el primer relojero maestro afroamericano en el distrito Diamante de Nueva York.